# إكزيما الثدي
إكزيما الثدي (المعروف أيضا باسم "إكزيما الحلمة") قد تؤثر على الحلمات أو الهالات أو الجلد المحيط بها، وهو تقشر مؤلم يصيب في كثير من الأحيان الأمهات المرضعات.:78 وغالبا ما تحدث في الحمل حتى دون الرضاعة الطبيعية.
استمرار وجود المرض عند النساء متوسطات العمر والكبيرات في السن يجب أن يناقش مع الطبيب حيث أن نوعا نادرا من سرطان الثدي يسمى مرض باجيت يمكن أن يسبب هذه الأعراض.